# Cape Dorset
Cape Dorset (inuit ᑭᙵᐃᑦ), även benämnt Kinngait, är ett samhälle beläget på Dorset Island nära Baffinöns sydspets i Qikiqtaaluk i det kanadensiska territoriet Nunavut. Befolkningen uppgick år 2016 till 1 441 invånare.
Sedan 1950-talet så har Cape Dorset, som kallar sig "Inuitkonstens huvudstad", varit ett centrum för tecknande, gravyr och skulpterande. Ännu idag utgör dessa aktiviteter en av samhällets största inkomstkällor. Cape Dorset har utnämnts till det mest konstnärliga samhället i Kanada, och cirka 22% av arbetsstyrkan arbetar inom området. Några kända konstnärer från Cape Dorset är Pudlo Pudlat och Kejojuak Ashevak. 